# Денно
Денно (італ. Denno) — муніципалітет в Італії, у регіоні Трентіно-Альто-Адідже,  провінція Тренто.
Денно розташоване на відстані близько 510 км на північ від Рима, 25 км на північ від Тренто.
Населення — 1293 особи (2014).
Щорічний фестиваль відбувається 19 червня. Покровителі — святі Гервасій та Протасій.

## Демографія
Населення за роками:

Станом на 1 січня 2023 року в муніципалітеті офіційно проживали 163 іноземці з 21 країни, серед них 60 громадян країн Євросоюзу та 11 громадян України.

## Сусідні муніципалітети
- Камподенно
- Конта
- Нанно
- Таїо
- Тон
- Туенно